# Neuhausen-Nymphenburg

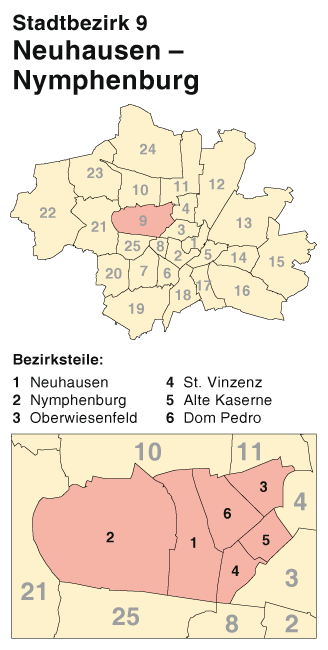
Quận 9 Neuhausen - Nymphenburg, vị trí tại München

Neuhausen và Nymphenburg là những khu vực thuộc thành phố München. Vào 1992 cả hai được nhập lại thành quận 9 Neuhausen-Nymphenburg.

## Vị trí
Nymphenburg về phía Tây Bắc có ranh giới với Obermenzing, ở Tây Nam với Pasing, về phía Bắc Moosach và Đông Nam với Neuhausen.
Quận 9 với Neuhausen bắt đầu từ Marsfeld ranh giới trung tâm thành phố cho tới công viên lâu đài Nymphenburg về phía Tây. Về hướng Nam Bắc nó bắt đầu từ đường rày xe lửa Hauptbahnhof-Pasing chạy qua khu biệt thự Gern cho tới công viên thế vận hội München. 

## Hình ảnh

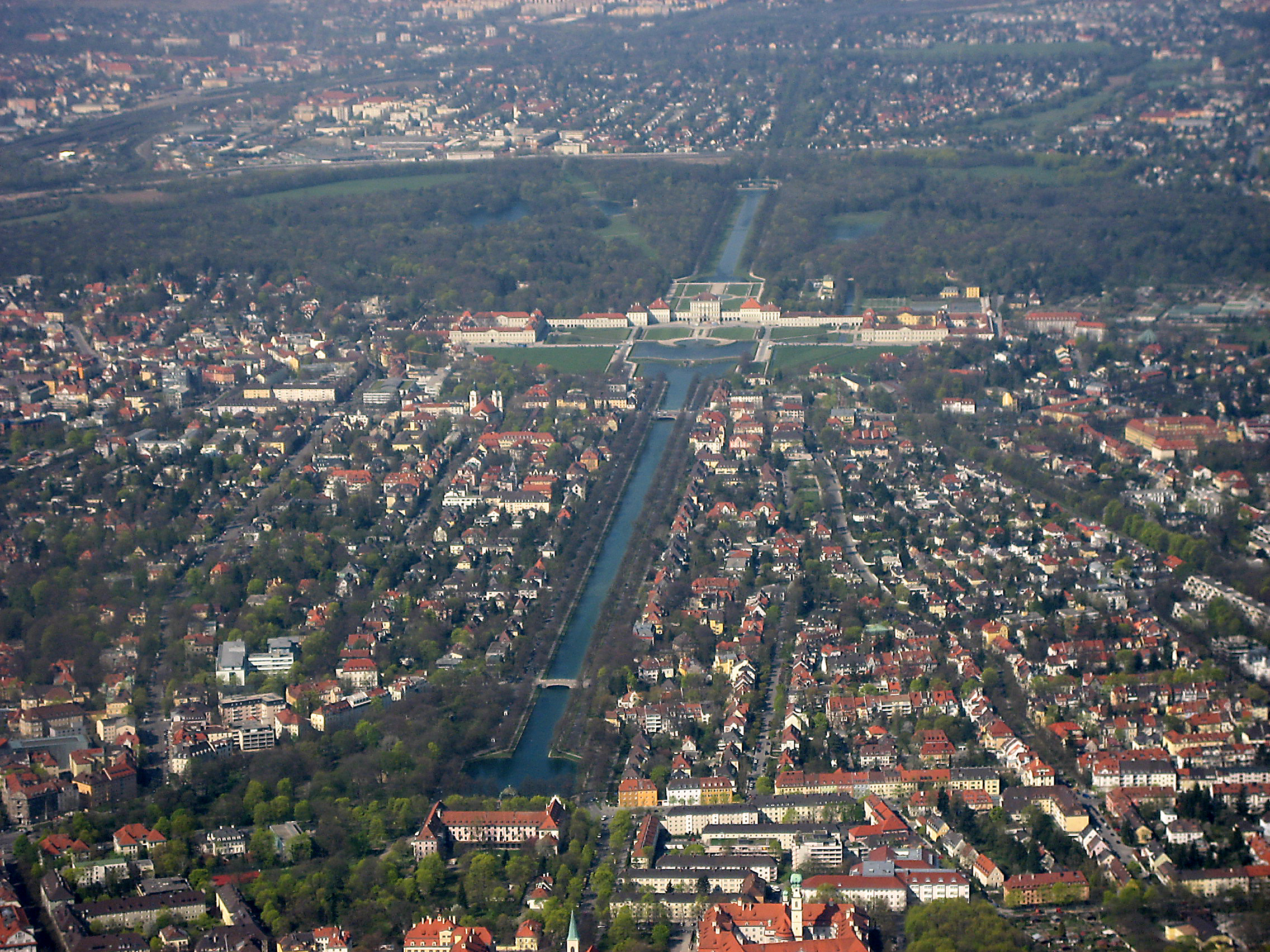
Lâu đài Nymphenburg với Kênh đào Nymphenburg
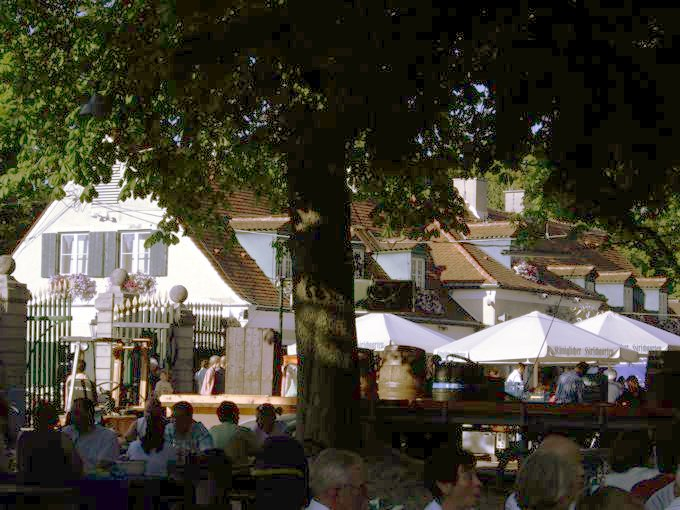
Biergarten ở Hirschgarten
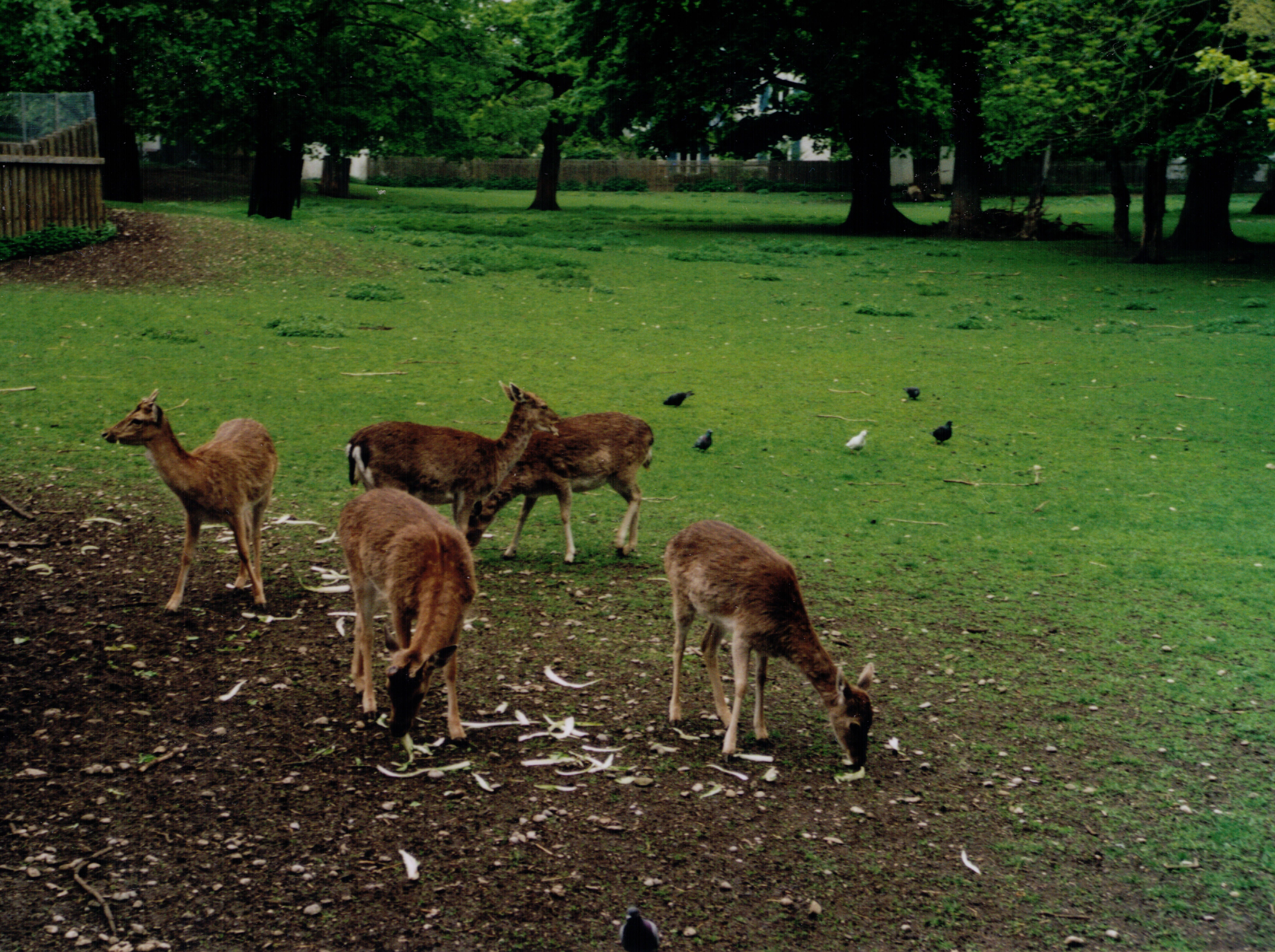
Nơi nuôi thú rừng Hirschgarten
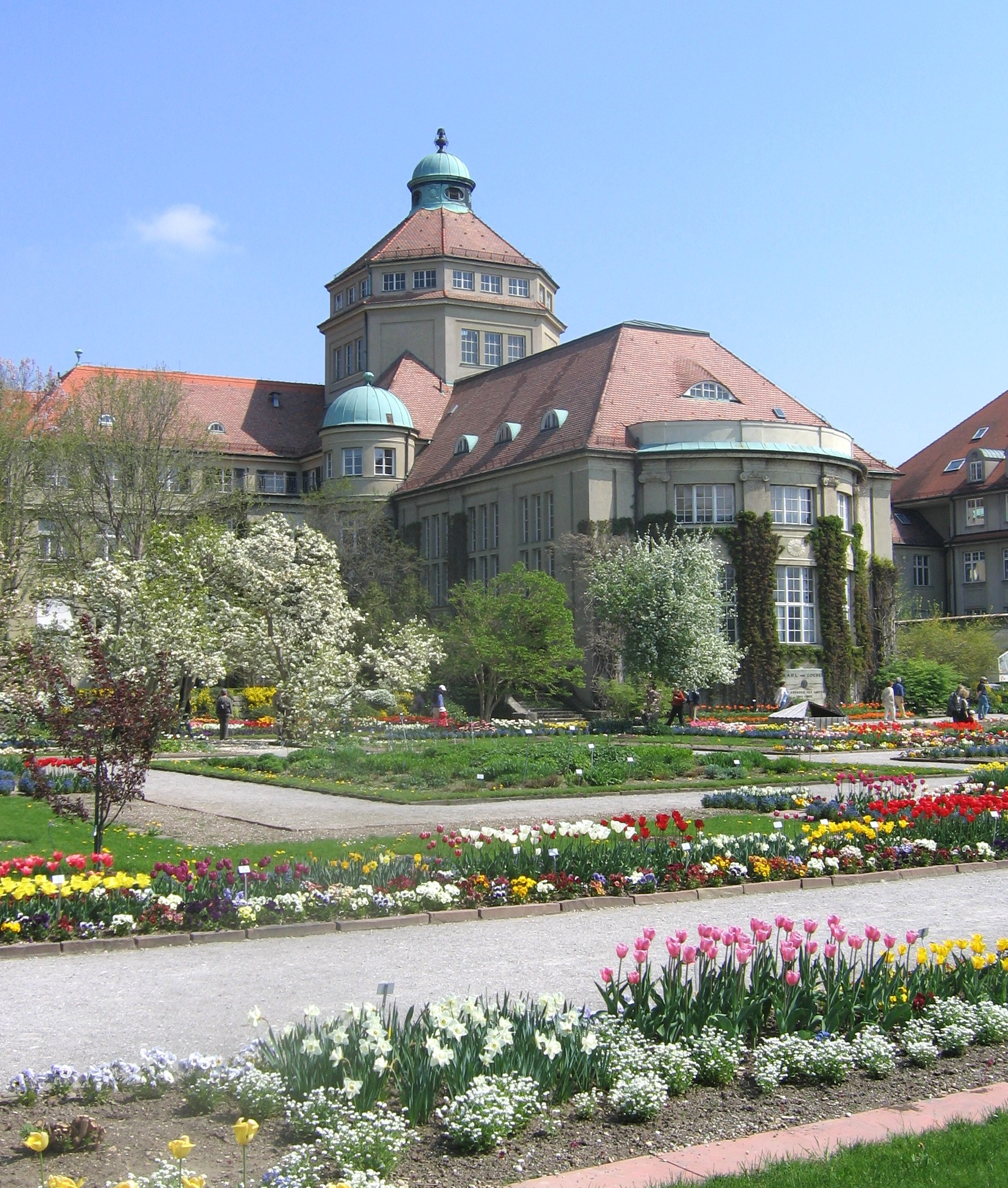
Vườn bách thảo München